# Tobong-ku
Tobong-ku (hangul: 도봉구, handzsa:  道峰區, RR: Dobong-gu) Szöul 25 kerületének egyike.

## Tongok(Dongok)
- Cshang-tong (Chang-dong) (창동, 倉洞) 1, 2, 3, 4, 5
- Panghak-tong (Banghak-dong) (방학동, 放鶴洞) 1, 2, 3
- Sszangmun-tong (Ssangmun-dong) (쌍문동, 雙門洞) 1, 2, 3, 4
- Tobong-tong (Dobong-dong) (도봉동, 道峰洞) 1, 2